# Donato Teodoro

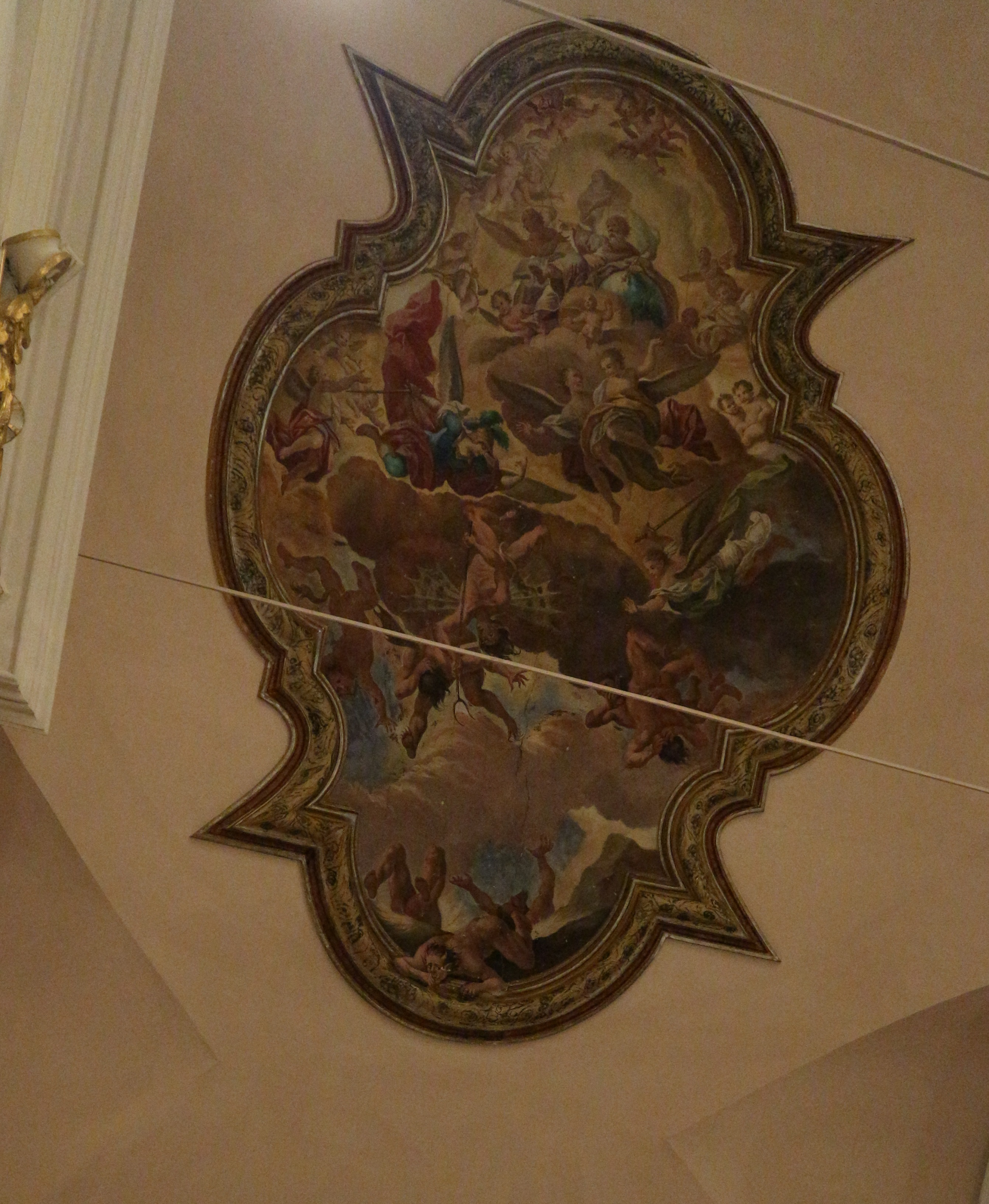
Affresco di Donato Teodoro sulle volte della Chiesa di Santa Maria de Civitellis, a Chieti

Donato Teodoro (Chieti, 1699? – Chieti, 1779) è stato un pittore italiano.

## Biografia
Nato a Chieti, centro fulcro di attività culturali nella provincia abruzzese, già a inizio '800 di lui scrissero Gennaro Ravizza e Vincenzo Bindi, in seguito Camillo Gasbarri e Gaetano Meaolo. Teodoro si formò a Napoli conoscendo l'arte di Luca Giordano l, Ludovico De Majo, Francesco Solimena e Francesco De Mura, assimilandone i modelli per le sue future committenze abruzzesi. 
Le prime pitture riguardano committenze a Chieti, per le chiese di San Giustino, Sant'Agata e la Santissima Trinità, per cui tornerà a lavorare negli anni '50 del 700 con il figlio Ludovico. Le richieste di soggetti a carattere biblico e mariano lo portarono anche nella provincia di Abruzzo Citeriore, Aquila (Cattedrale e Basilica di San Bernardino), e in Abruzzo Ultra, tra Campli e Civitella, Manoppello, Pianella del Tronto.
Nel 1738 affrescò quasi tutto il santuario della Madonna dell'Assunta a Castel Frentano, con scene a soggetto biblico, ispirate sempre a modelli di Luca Giordano. 
Tra le sue opere il Martirio di San Massimo, del 1720 nella cattedrale dell'Aquila; le tele Salomone e la regina di Saba ed Ester e Assuero conservate presso il Museo d'arte "Costantino Barbella" di Chieti e provenienti dalla chiesa di Santa Maria della Civitella . Teodoro dipinse anche il soffitto ligneo della chiesa di Santa Maria in Platea a Campli , le tre navate riproducono 
il Battesimo di S. Pancrazio, l'Assunta, il Martirio del Santo . Suoi sono anche diversi affreschi nella chiesa S. Francesco d'Assisi, di Lanciano  e nella chiesa parrocchiale di San Giovanni Apostolo ed Evangelista a Colledimezzo .
Nella metà del '700 fu molto attivo a Lanciano, dove dipinse le tele del santuario del Miracolo eucaristico, e una tela della Natività di Gesù per la chiesa di Santa Lucia, successivamente traslata nella Cattedrale.
Le sue opere si caratterizzano per l'enfasi scenografica influenzata dal tardo-barocco napoletano e dal tardo-manierismo nordico. Specialmente Teodoro si servì di grandi spazi per inscenare temi con vari personaggi in correlazione, conversazione, adorazione, oppure temi mistici con protagonista la Madonna. Predilesse soggetti biblici, simbolo della lotta fra Bene e Male come gli episodi di Giuditta e Oloferne o San Michele che scaccia Lucifero.
Morì a Chieti e fu sepolto nel monastero di San Domenico al Corso, come ricorda Ravizza. Suo figlio Ludovico continuò l'attività paterna, forse sua è la collaborazione alla tela dell'altare maggiore della chiesa di Sant'Agostino in Chieti, inoltre fu attivo nel cantiere del Duomo di Atessa, dopo dipinse la tela di San Leucio vescovo e affeescò con scene bibliche la volta centrale.

## Opere attribuitegli

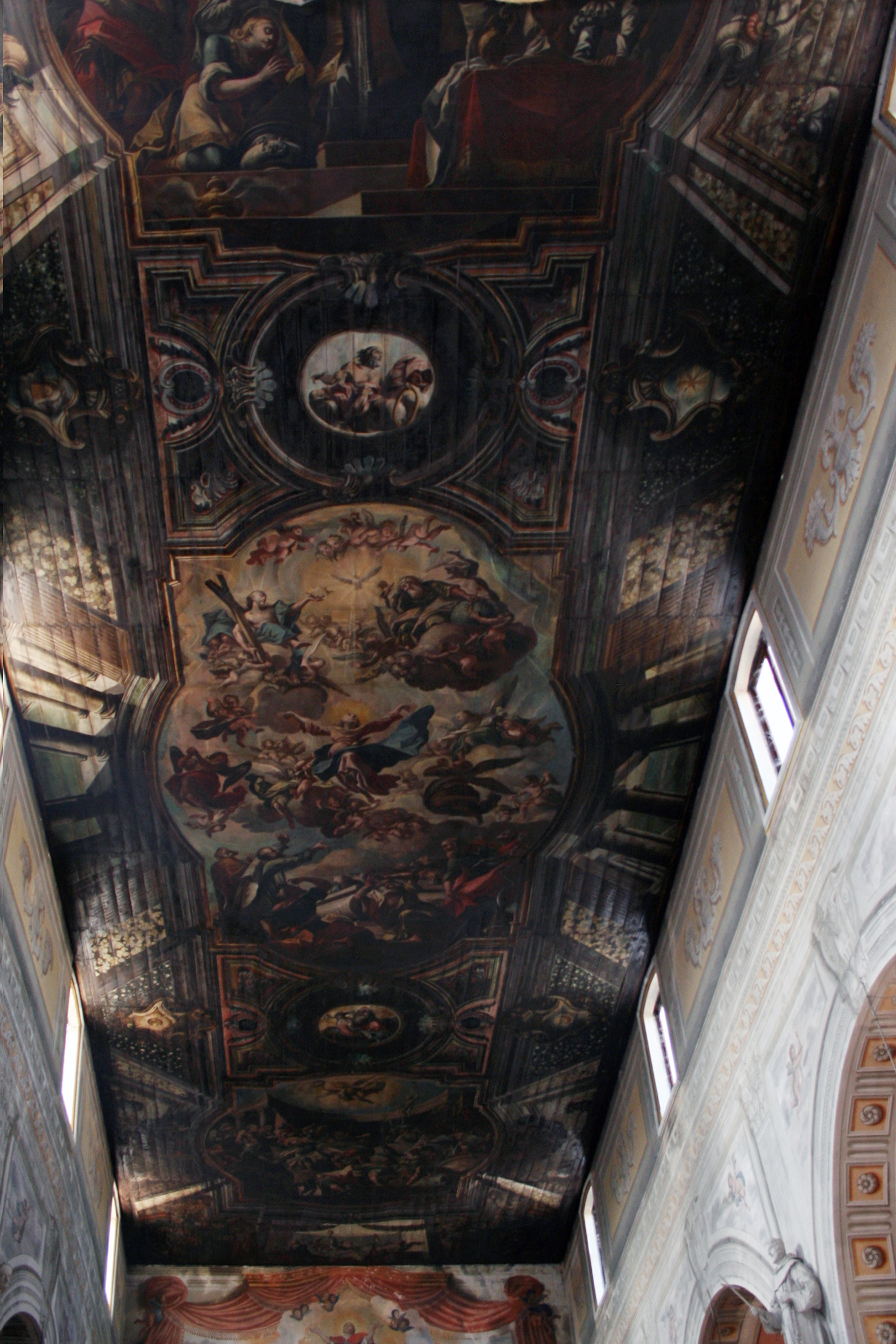
Soffitto ligneo della chiesa di Santa Maria in Platea, Campli: Assunzione di Maria

- Affreschi della Cappella del Sacramento nella Cattedrale di Chieti (1736), affreschi perduti con i restauri voluti dal Monsignor Ruffo Scilla[6]
- Tele di Salomone e la Regina di Saba / Ester e Assuero nella sala consiliare di Palazzo d'Achille di Chieti, ora nella Banca d'Italia (metà XVIII secolo)[7]
- Quadro dell'Immacolata Concezione, chiesa di San Francesco al Corso (cappella omonima), San Ludovico da Tolosa (cappella omonima), Chieti
- Martirio di Sant'Agata (1726) nella chiesa di Sant'Agata dei Goti, Chieti[8]
- Pala della Traslazione di Sant'Agostino (metà '700) di Donato o Ludovico (figlio) Teodoro, chiesa di Sant'Agostino, Chieti
- Quadro di Sant'Apollonia e Tela dell'Incoronazione della Vergine Maria Regina dei Cieli con in alto il simbolo della Trinità - chiesa della Santissima Trinità, Chieti
- Volta della chiesa di Santa Maria della Civitella, Chieti (1739): Dio Padre scaccia gli angeli ribelli e Lucifero
- Affreschi negli ovali della volta della chiesa di San Francesco, Lanciano (Ch): "Vittoria di Giuditta su Oloferne", "Ester al cospetto di re Assuero", "Rachele al pozzo"[9].
- La Cacciata dei Mercanti dal Tempio (1738), affresco di controfacciata del santuario della Madonna dell'Assunta, Castel Frentano
- Affresco della morte di Oloferne e trionfo di Dio Padre, cupola del santuario della Madonna dell'Assunta, Castel Frentano
- Natività di San Giovanni Battista (1739), quadro della chiesa di Santa Lucia di Lanciano, poi trasferito nella Basilica cattedrale della Madonna del Ponte
- Affreschi della vita di San Francesco di Paola, refettorio della chiesa di San Francesco alle carceri, Chieti
- Assunzione di Maria nei Cieli, soffitto ligneo della navata della Collegiata di Santa Maria in Platea, Campli
- Trionfo di Sant'Agostino,  capo altare della chiesa di Sant'Agostino, Chieti
- Medaglioni dei Misteri del Rosario, chiesa di San Domenico al Corso, Chieti
- Tela della volta della chiesa di Santa Chiara di Guardiagrele: San Michele scaccia il Demonio e gli angeli ribelli (metà '700)
- Quadro della Presentazione di Gesù al Tempio (firmato ma non datato) e Fuga della Sacra Famiglia in Egitto, convento Michetti di Francavilla al Mare[10]